# Каменеве (Винниковська сільрада)
Каменеве (рос. Каменево) — присілок в Курському районі Курської області Російської Федерації.
Населення становить 43 особи. Входить до складу муніципального утворення Винниківська сільрада.

## Історія
Населений пункт розташований на території українського етнічного та культурного краю Східна Слобожанщина.
Від 2004 року входить до складу муніципального утворення Винниківська сільрада.

## Населення
| 2002 | 2010 |
| ---- | ---- |
| 75   | ↘43  |